# Jacques Abardonado
Jacques Abardonado (Marsiglia, 27 maggio 1978) è un dirigente sportivo, allenatore di calcio ed ex calciatore francese, di ruolo difensore, attuale vice allenatore dell'Olympique Marsiglia.

## Biografia
Abardonado ha origini Kalé da parte di padre; è cugino di André-Pierre Gignac, anche lui calciatore professionista francese.

## Carriera

### Calciatore

#### Olympique Marsiglia
Di origini gitane, Abardonado inizia a giocare a calcio nell'Endoume, per poi essere prelevato dall'Olympique Marsiglia che lo fa esordire tra i professionisti il 10 novembre 1998. Nella stagione 1999-2000 sigla il terzo gol nel Classique vinto 4-1 contro il Paris Saint-Germain.

#### Lorient
Nel 2001 si trasferisce al Lorient con cui conquista la Coppa di Francia 2001-2002. Nello stesso anno arriva pure in finale in Coppa di Lega, ma viene battuto 0-3 all'ultimo atto dal Bordeaux.

#### Nizza
Nel luglio 2002 viene acquistato dal Nizza, con cui giunge in finale di Coppa di Lega 2005-2006, perdendo contro il Nancy. Apprezzato dalla tifoseria nizzarda per il forte temperamento, Abardonado rimane in Costa Azzurra per cinque stagioni, collezionando 175 presenze in campionato.

#### Norimberga e Valenciennes
Durante la sessione invernale di calciomercato 2008, il marsigliese si accorda col Norimberga, club di Bundesliga. Dopo sei mesi in Germania, il 31 agosto 2008 passa al Valenciennes dove rimane fino al 2010.

#### Grenoble e Fréjus St-Raphaël
Il 24 agosto 2010 diventa un calciatore del Grenoble, in seconda serie. A fine stagione retrocede in Championnat National e Abardonado si aggrega al Fréjus Saint-Raphaël, sempre in terza divisione, con cui termina la sua carriera calcistica nel 2012.

### Allenatore
Il 20 novembre 2013 fa una breve apparizione in campo nelle file della squadra riserve del Marsiglia, nel mentre si forma per diventare allenatore professionista. Nell'aprile 2016 è vice-allenatore delle riserve dell'OM, mentre con l'arrivo di Jorge Sampaoli nel marzo 2021 entra nello staff del club focese.

## Palmarès

### Giocatore

#### Club
- Coppa di Francia: 1

Lorient: 2001-2002